# Gilmour Space Technologies
Gilmour Space Technologies (Gilmour Space) — австралийская (ранее австрало-сингапурская) аэрокосмическая компания, разрабатывающая ракеты-носители, работающие на гибридных ракетных двигателях. Для осуществления космических запусков ракеты-носителя собственной разработки Eris, компания создала и эксплуатирует орбитальный космодром Боуэн. Gilmour Space Technologies является первой австралийской компанией, сертифицировавшей космодром Боуэн для космических запусков и получившей лицензию на запуск космической ракеты.

## История
Компания Gilmour Space Technologies была основана в 2012 году в Сингапуре братьями Адамом и Джеймсом Гилморами.
Сооснователь и ключевое лицо в компании Адам Гилмор родился в Брисбене, потом жил в Сиднее, Перте и Мельбурне, где он поступил в Университет Монаша. До основания компании Адам Гилмор был инвестиционным банкиром, более 20 лет работал в Сингапуре, и возглавлял Citibank Singapore. В 2015 году он оставил работу в Citibank и полностью переключился на Gilmour Space Technologies. Джеймс Гилмор закончил факультет маркетинга. Первые годы после основания компании они финансировали её деятельность из собственных средств. Всего они вложили около 3 млн USD
Изначально компания имела два офиса: основной в Австралии и дополнительный в Сингапуре. Офис в Сингапуре занимался анализом и подбором технологий, которые могут быть использованы в будущем. Именно на основе исследований сингапурского офиса было принято решение использовать технологию 3-D печати твёрдого топлива. Офис в Австралии готовил почву для практической реализации технологических решений. Офис в Сингапуре располагался в кампусе Сингапурского университета технологий и дизайна на Сомапах-роуд.

### Начало разработки ракетных технологий
На начальном этапе Gilmour Space Technologies занялась разработкой имитаторов космических кораблей симуляторов космических полётов для аттракционов. Планировалось открыть в Австралии музей космонавтики и тематический парк с образовательными аттракционами. Для создания парка Адам Гилмор бывшую клубничную ферму в пригороде Голд-Коста, заплатив 2 млн USD.
В это время сингапурский офис компании располагался кампусе Сингапурского университета технологии и дизайна, где Адам Гилмор занимался наставничеством для студентов университета. В рамках наставничества Адаму приходилось участвовать в большом количестве студенческих проектов, что повлияло на его интересы в сфере транспорта. К 2016 году Gilmour Space имела в штате 7 инженеров, которые разработали прототип квадрокоптера с грузоподъёмностью до 120 кг и компактный электросамокат, который помещался в подростковый рюкзак.
В 2014 году компания приняла решение начать разработку собственной ракеты-носителя сверхлёгкого класса с грузоподъёмностью до 500 кг на низкую околоземную орбиту.
Сингапурский офис компании сконцентрировался на создании собственного 3D-принтера, который должен был печатать сложную структуру твёрдотопливной части гибридного двигателя. На первых этапах в компании работало семь человек. Разработка собственных аддитивных технологий была вызвана отсутствием на рынке 3D-принтеров, позволявших печатать топливные шашки твёрдого топлива. Успехи компании в разработке аддитивных технологий в области 3D-печати твёрдого ракетного топлива подтолкнули руководство компании в принятии решения сконцентрироваться на разработке твёрдотопливной ракеты-носителя на основе гибридного топлива (твёрдое топливо — жидкий окислитель). Первый 3D-прринтер имел размеры примерно 1×1×1 метр и его конструкция включала два экструдера. Один экструдер работал с пластиком (АБС-пластик или полиэтилен), а второй с парафином.

### 2016 год

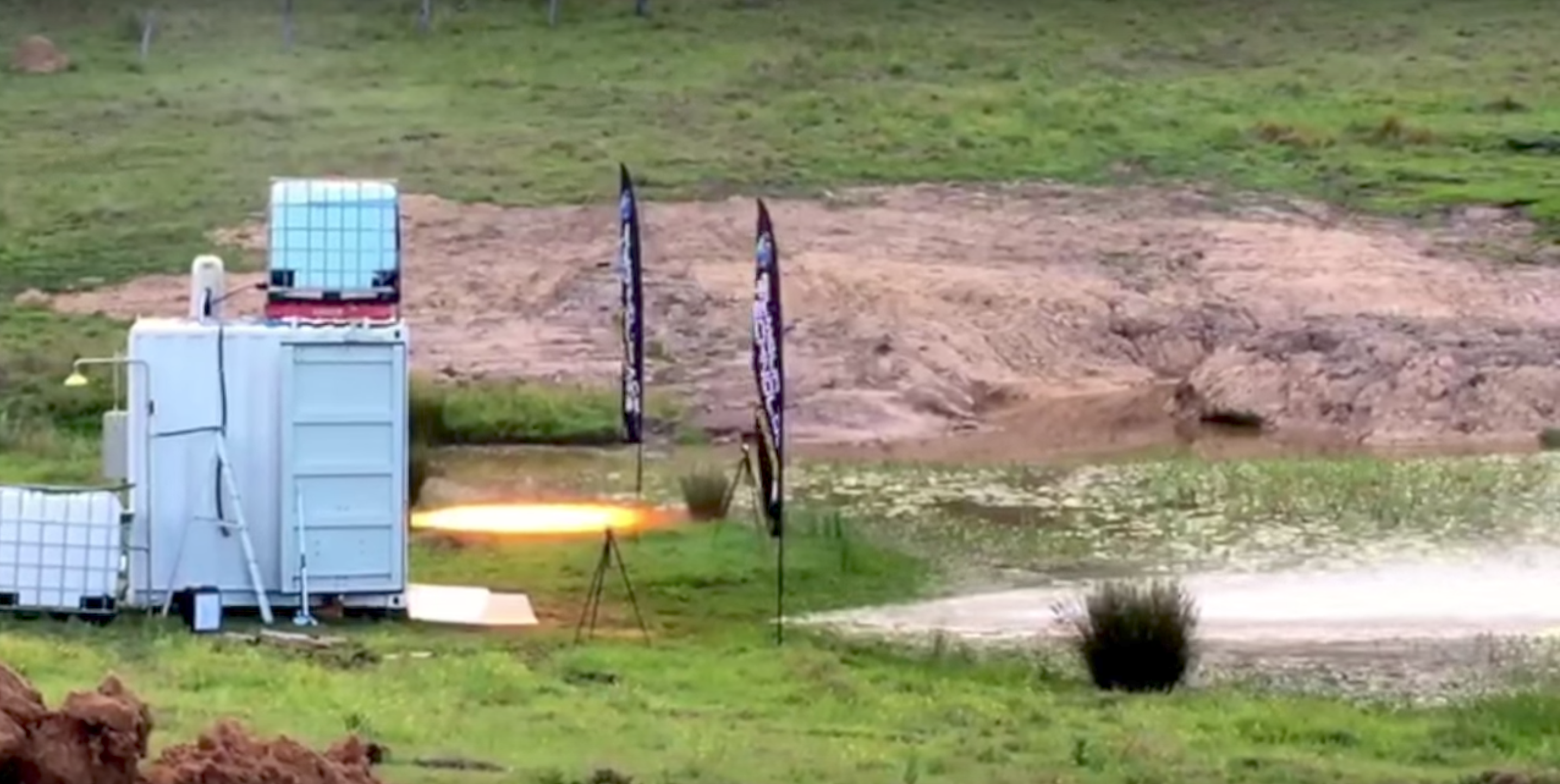
Испытания двигателя Gilmour Space Technologies в 2016 году

22 июля 2016 года успешный запуск ракеты RASTA подтвердил правильность выбранных решений Gilmour Space полностью переключилась на развитие ракетостроительного направления компании. RASTA была первой в Австралии ракетой на гибридном топливе. Во время испытания ракета достигла высоты 5 км. К этому моменту семья Гилмор вложила 2 млн USD собственных денег в развитие компании.
В том же году Gilmour Space впервые начала переговоры с НАСА о возможном сотрудничестве. После успешного запуска компания смогла получить грант 3,7 млн USD от Сингапурского фонда National Additive Manufacturing Innovation Cluster (NAMIC) на развитие и применение аддитивных технологий (3-D печать) в ракетостроении.

### 2017 год
В мае 2017 года венчурные фонды Blackbird Ventures (Австралия)  и 500 Startups (США) открыли финансирование на 5 млн долларов США (USD) для разработок Gilmour Space Technologies. В качестве своей цели компания объявила доставку 380 килограммов полезной нагрузки на низкую околоземную орбиту примерно за 8 миллионов долларов. В долгосрочной перспективе была заявлена ракета, которая сможет доставить около 500 килограммов на Марс и 600 килограммов на поверхность Луну.
Вишал Харнал, партнёр фонда 500 Startups, прокомментировал решение инвестировать в новый бизнес:
Их инновационные и запатентованные ракетные двигатели и топливо печатаются на 3D-принтере, что значительно снижает стоимость запуска. А скорость, опыт и инновации, которые Адам и его команда привнесли в процесс с быстрым прототипированием и четкими вехами, стали для нас убедительным аргументом в пользу инвестирования.
По итогу инвестиционного раунда A компания Gilmour Space Technologies оценивалась в 15 млн USD.

### 2018 год

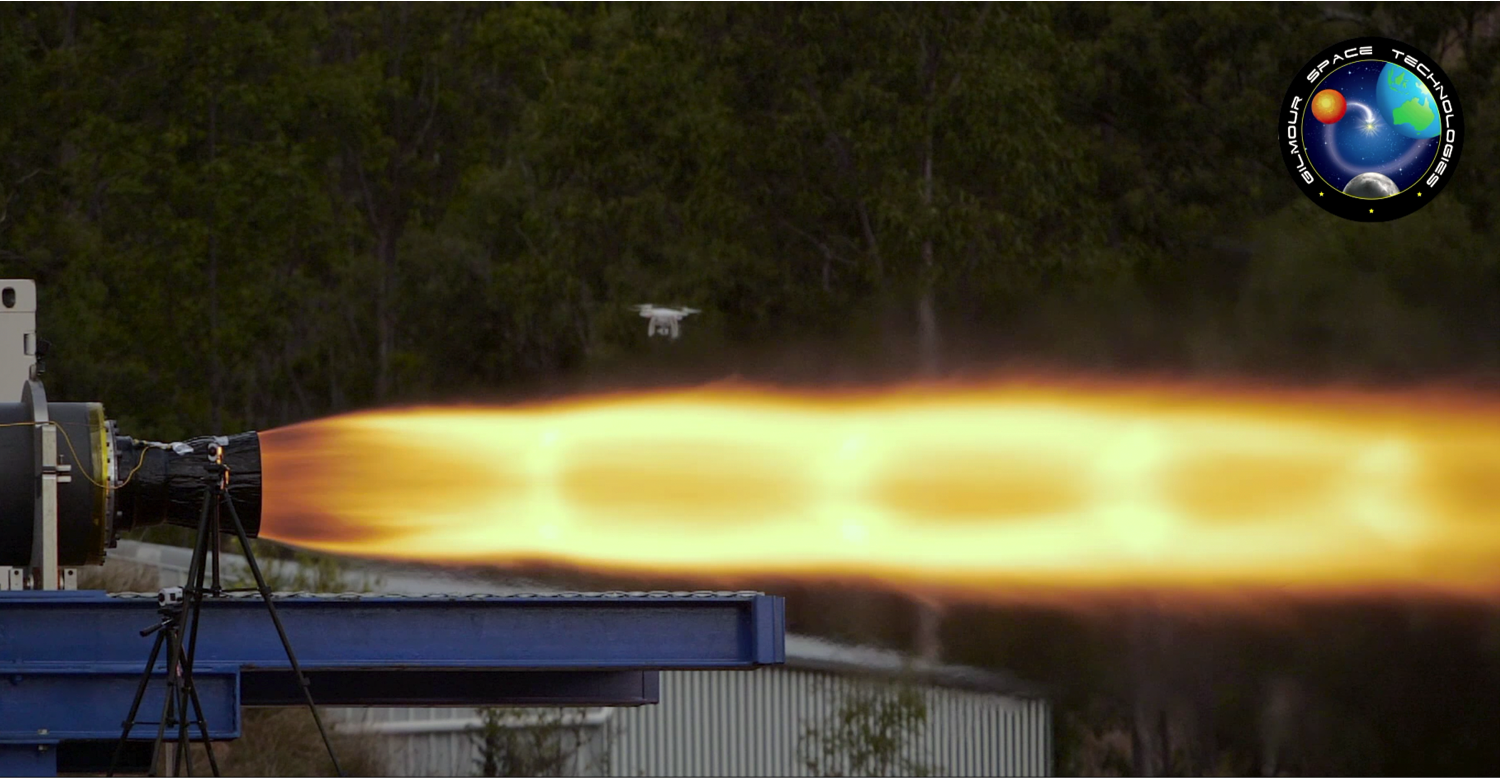
Испытание двигателя Gilmour Space Technologies в 2018 году

В 2018 году в компании работало 30 сотрудников. В феврале Gilmour Space подписала соглашение с НАСА о сотрудничестве в исследовательских, технологических и образовательных инициативах. Данное соглашение предоставило австралийской компании доступ к испытательной базе НАСА на возмездных условиях.
В августе было проведено второе испытание двигателя на гибридном топливе. В ходе 12 секундного прожига двигатель развил реактивную тягу 75 кН. По результатам испытаний было принято решении о готовности двигателя к запуску на тестовой суборбитальной ракете.
На этот момент в портфеле компании были «письма о заинтересованности» на сумму 100 млн UAD. После испытаний компания смогла привлечь 19 млн австралийских долларов (UAD) (13,7 USD) от государственного австралийского венчурного фонда CSIRO Main Sequence Ventures и частного Blackbird Ventures. В 2018 году Gilmour Space Technologies заключила договор о сотрудничестве с швейцарским поставщиком оборудования и комплектующих для аэрокосмических предприятий RUAG Space. Договор предусматривал поставку углеродных композитных продуктов FlexLine для использования в ракетах-носителях австралийской компании.
19 июля в консультативный совет компании вошли астронавт НАСА, совершившая три полёта в космос, Памела Мелрой и профессор Дава Ньюман, бывший заместитель администратора НАСА.
В 2018—2019 годах представитель Gilmour Space Technologies неоднократно высказывались за увеличение государственных инвестиций в космическую отрасль и критиковали правительство Австралии за недостаточную финансовую поддержку, выделяемую аэрокосмическим компаниям работающим в Австралии.

### 2019 год
В мае 2019 года компания заключила соглашение с Группой оборонной науки и технологий (агентством, входящим в состав Министерства обороны Австралии) о сотрудничестве в области ракетных двигателей, современных материалов и авионики.
В начале октября компания подписала соглашение с Titomic Limited о разработке технологий производства компонентов для ракетной техники с помощью аддитивных технологий. «Gilmour Space и Titomic разделяют стратегическое коммерчески видение по предоставлению уникальных, передовых технологий, которые обеспечат рост австралийской космической экосистемы» заявил Джефф Лэнг, управляющий директор Titomic.

### 2020 год
В 2020 году в компании работало 55 человек. В сентябре 2020 года Gilmour Space Technologies подписала контракт с австралийской компанией Space Machines Company о доставке на орбиту космического аппарата массой 35 кг.  В ноябре Gilmour Space подписала соглашение с Momentus Inc, которое предполагало предоставление ракеты-носитель Eris для доставки полезной нагрузки, сформированной Momentus, на низкую околоземную орбиту.
В конце 2020 года Gilmour Space Technologies начала работу с британской компанией Equipmake на почве производства электроприводов и инверторной системы электропитания для ракеты-носителя Eris.

### 2021 год
В июне 2021 года в компании работало уже 77 человек и предполагалось, что через год штат сотрудников достигнет 120 человек.
В том же году в рамках инвестиционного раунда С Gilmour Space Technologies смогла привлечь 61 млн UAD. В число инвесторов вошли австралийские пенсионные фонды HESTA, Hostplus и NGS Super, а также американская инвестиционная компания Fine Structure Ventures.
В 2021 году более 30 австралийских компаний аэрокосмического сектора, во главе с Gilmour Space Technologies, объединились для создания Australian Space Manufacturing Network (ASMN). Среди целей создания ASMN указывалось создание трёх ключевых объектов аэрокосмического сектора:
- Общий испытательный и производственный комплекс, позволяющий членам организации развивать свои космические исследования и разработки технологий с меньшими затратами;
- производственный комплекс для создания коммерческих ракет и спутников, базирующийся на Gilmour Space;
- Орбитальный космодром в Эббот-Пойнт около Боуэна в Северном Квинсленде;

В число учредителей Australian Space Manufacturing Network вошли Технологический университет Суинберна (Мельбурн); Space Machines Company и Neumann Space в Южной Австралии; Electro Optic Systems Pty Ltd (EOS) и Greatcell Energy (Австралийская столичная территория); Spiral Blue (Новый Южный Уэльс); ARM Hub и Университет Гриффита (Квинсленд); а также ряд иностранных космических компаний, таких как SatRevolution из Польши.
24 августа Gilmour Space Technologies и немецкая компания Exolaunch объявили о начале сотрудничества. В рамках соглашения австралийская компания предоставляет услуги по выводу полезной нагрузки на орбиту, а немецкая компания предоставляет космический буксир Exolaunch Reliant для точного выведения нагрузки на заданную орбиту.
В сентябре Gilmour Space Technologies объявила, что на заводе в Голд-Кост начали сборку первого лётного экземпляра ракеты-носителя Eris.

### 2022 год
В 2022 году в компании Gilmour Space Technologies работало 140 человек.
11 января компания объявила о проведении успешного испытания своего двигателя Sirius для использования в ракете-носителе Eris. За 75 секунд двигатель достиг максимальной тяги 110 кН.
3 марта во время 13-го англ. Australian Space Forum восемь компаний, включая Gilmour Space Technologies, объявили о создании Альянса космических возможностей оборонной промышленности Австралии (англ. Australian Defence Industry Space Capability Alliance (ADISCA)). В число учредителей Альянса вошли Nova Systems, Southern Launch, DEWC Systems, Inovor Technologies, Neumann Space, REDARC Defence Systems и Space Machines Company. В том же месяце Australian Space Manufacturing Network получила правительственный грант 52 млн USD в рамках инициативы Modern Manufacturing Initiative Collaboration, направленной на направленная на содействие развития Австралии в шести различных отраслях, включая космическую. В том же году Gilmour Space Technologies заключила сделку с Министерством Обороны Австралии на 15 млн UAD на разработку и запуск спутников в интересах минобороны.
В апреле компания заключила сделку с LatConnect 60 (LC60): Gilmour Space должна разработать первый 100-килограммовый спутник HyperSight 60 на своей спутниковой платформе G-Sat, который будет запущен на ракете Eris с космодрома Боуэн. Ожидалось, что первый микроспутник HyperSight 60 будет запущен на орбиту в четвертом квартале 2024 года. Сам спутник и последующие, созданные в рамках соглашения, должны принадлежать и управляться LC60.
В сентябре стало известно, что Gilmour Space Technologies заключила контракт с Inmarsat на использование в своих ракетах-носителях систему телеметрии InRange. Это решение позволило использовать всемирную сеть наземных станций Inmarsat и сэкономить на создании своих станций сбора телеметрии.
В начале ноября были завершены испытания двигателя Sirius. В ходе испытаний была достигнута максимальная реактивная тяга 115 кН - на момент завершения испытаний это самый высокий показатель для ракетного двигателя, разработанного в Австралии. В том же месяце Gilmour Space Technologies подписала договор с AAO Macquarie (AAO Macquarie) о создании инфракрасной камеры для спутника дистанционного зондирования, разрабатываемого Gilmour Space.

### 2023 год
В 2023 году Gilmour Space Technologies приняла участие в подготовке доклада «Развитие оборонной промышленной базы Австралии» (англ. Developing Australia’s defence industrial base). В подготовке доклада так же приняли участие австралийские компании Austal, Macquarie Technology Group, NIOA Group, Australian Industry & Defence Network (AIDN).
В марте 2023 года компания подписала меморандум о взаимопонимании с Atomos Space с целью изучения возможности заключения многолетнего контракта на взаимную закупку услуг по запуску и транспортировке в космосе. Предполагалось применение Atomos' Orbital Transfer Vehicles на ракете-носителе Eris, позволит Gilmour Space предлагать услуги по доставки на орбиты, недоступные для ракеты-носителя.
В июне Gilmour Space Technologies подписала соглашение с Департаментом промышленности, науки и ресурсов (англ. Department of Industry Science and Resources) о получении гранта на 52 млн UAD. Грант направлен на развитие новых космических технологий в Австралии и поддержки развития ASMN. В августе компания подписала соглашение о партнёрстве с Neumann Space, разработчиком спутниковой двигательной системы Neumann Drive, которая использует твёрдое металлическое топливо. Соглашение было заключено в рамках деятельности ASMN. Целью соглашения является разработка Neumann Drive для спутником массой до 500 кг.
В 2023 году в компании работало более более 170 человек, из которых более 150 были сотрудниками технических специальностей: основном инженеры-механики, инженеры и техники в области электрики, мехатроники, аэрокосмической промышленности, химии, производства и программного обеспечения. Также компания предлагала оплачиваемые стажировки по программе стажировок в оборонной промышленности.
У компании было более 300 поставщиков из Австралии, которые в большинстве своём не имели выделенных аэрокосмических производств.

### 2024 год
В феврале 2024 года в рамках инвестиционного раунда серии D Gilmour Space Technologies смогла привлечь 55 млн UAD. В число инвесторов вошли Queensland Investment Corporation, которая стала основным инвестором, Blackbird, Main Sequence, HostPlus и HESTA.
В марте стало известно, что Gilmour Space установит на свой первый спутник систему MICRO dragsail от компании Frond Space. С помощью MICRO dragsail планируется провести сведение спутника с орбиты за счёт разворачивания устройства большой площади для ускоренного торможения о верхние слои атмосферы. В том же месяце компания совместно с Университетом Нового Южного Уэльса получили грант Австралийского космического агентства на разработку национального приемника глобальной навигационной спутниковой системы для использования в различных аэрокосмических системах, таких как ракеты, спутники и самолеты.
В апреле в рамках «Программы повышения глобальной конкурентоспособности и приоритета суверенных промышленных возможностей в сфере обороны» Министерство Обороны Австралии выделило компании Gilmour Space Technologies 715 000 USD на проектирование, строительство и ввод в эксплуатацию завода по производству перекиси водорода в качестве топлива для использования в гибридных ракетных двигателях космических аппаратов. В июне компания получила грант Министерство Обороны в рамках «Программы грантов на развитие оборонной промышленности» (англ. Defence Industry Development Grant) в размере 148 862.
4 ноября 2024 года компания Gilmour Space Technologies получила от Австралийского космического агентства разрешение на космический запуск ракеты-носителя Eris. Это стало первым разрешением на запуск ракеты-носителя разработанного и произведённого австралийской компанией с территории Австралии. Разрешение на запуск было получено с задержкой более 7 месяцев.
В конце ноября Gilmour Space заключила договор с LatConnect 60 на создание спутника дистанционного зондирования Земли. В соответствии с договором Gilmour Space предоставляет спутниковую платформу ElaraSat своей разработки, а LatConnect 60 - оборудование для съёмки в ближнем инфракрасном диапазоне, Spiral Blue предоставит управляющий компьютер. Сборка должна была производиться в Квинсленде в рамках Australian Space Manufacturing Network.
К концу 2024 года компания сформировала пул поставщиков из более чем 300 австралийских компаний, которые обеспечивали поставки оборудования, необходимого для осуществления ракетно-космической деятельности.

## Продукция

### CubeSat In-Space Propulsion System
CubeSat In-Space Propulsion System — это ракетный двигатель для применения на малых искусственных спутниках Земли (кубсатах). Данный двигатель позволяет переводить спутники размером от 1U на межпланетные орбиты. Для увеличения эффекта рекомендуется использовать гравитационный манёвр на орбите Земли.
Во время наземных испытаний система развила реактивную тягу 1800 Н. Такой показатель тяги позволяет добиться приращения скорости кубсата более 4 км/с. В качестве топливной пары используется фирменное твёрдое топливо, напечатанное на 3-D принтере, и в качестве окислителя перекись водорода. Серия испытаний, проведённых в 2017—1018 годах подтвердила правильность выбранной концепции.

### RASTA

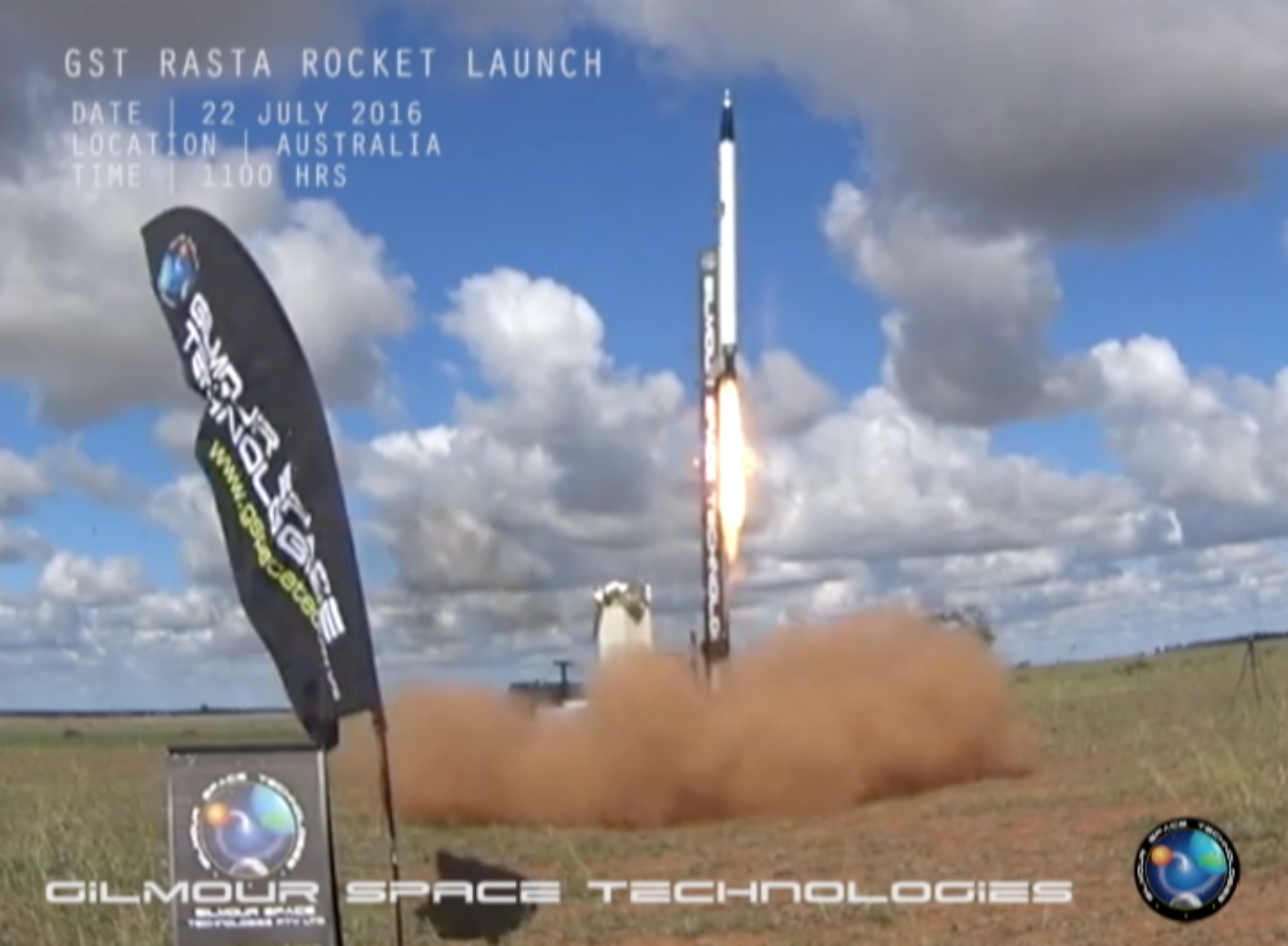
Запуск тестовой ракеты RASTA компании Gilmour Space Technologies в 2016 году

Главной целью проекта RASTA было практическое испытание ракеты на гибридном двигателе собственной разработки. В ходе испытаний ракета достигла высоты 5 км.
На момент испытания это была первая сингапурская компания осуществившая такое испытание и первая в мире запустившая ракету на напечатанном топливе
Запуск ракеты был произведён 22 июля 2016 года. Длина ракеты 3,6 м. Время работы двигателя 90 с, высота, достигнутая в полёте, 5 км. На 3D-принтере были напечатаны элементы корпуса ракеты, баков топлива и окислителя, само топливо.

### One Vision
В феврале 2019 года ракета One Vision была впервые показана широкой публике. Кроме ракеты был представлен мобильный пусковой комплекс, который позволял производить запуски ракет из любой точки Австралии. Среди преимуществ указывались минимальные требования к местной инфраструктуре в районе запуска и высокая степень автоматизации связки «ракета — пусковой комплекс».
Полёт по программе One Vision был неожиданно отсрочен в связи с созданием Австралийского космического агентства, которое было создано в 2018 году. Все контролирующие органы не хотели лицензировать запуск ссылаясь на будущее агентство. В результате лицензию на запуск с задержкой в несколько месяцев выдало Управление безопасности гражданской авиации — это была последняя лицензия такого рода выданная не Австралийским космическим агентством.
29 июля 2019 года во время подготовки к запуску за 9 секунд до запуска двигателя произошла авария, приведшая к разрушению некоторых элементов ракеты. В ходе расследования происшествия выяснилось, что причиной аномалии стал дефект регулятора давления бака окислителя. Регулятор давления не смог поддерживать правильный профиль изменения давления, что привело к повреждению бака и самой ракеты. Регулятор был произведён сторонней компанией. Gilmour Space Technologies отмечали, что несмотря на повреждение бака и корпуса ракеты взрыв не произошёл из-за выбора гибридной технологии.

### Eris
При выборе размерности ракеты-носителя был выбран вариант вывода на околоземную орбиту 380 кг полезной нагрузки, что в полтора раза превышало возможности ближайшего конкурента ракеты-носителя Electron от новозеландской компании Rocket Lab.
В сентябре 2024 года была проведена генеральная репетиция запуска Eris, в ходе которого отсчёт времени был доведён до отметки T −10 сек — предстартовый отсчёт был остановлен за 10 секунд до момента запуска двигателей. В ходе испытаний были проведены следующие работы:
Основные моменты теста:
Ракета-носитель
- Все топливные баки и баллоны высокого давления на трех ступенях были успешно заполнены жидкостями и газами высокого давления.
- Проведена проверка бортовых автономных систем управления давлением в баках.
- Испытаны все 16 двигателей до момента включения.

Наземные системы
- Наземные системы, включая хранение топлива, заправку и слив топлива.
- Проведены испытания радиосвязи с ракетой-носителем.

Операции на полигоне
- Управление ракетой и наземными системами осуществлялось дистанционно из Центра управления запуском.
- Были введены временные зоны ограничения полетов в воздушном пространстве и сохранены наземные запретные зоны.
- Для обеспечения готовности команды и надежности системы были отработаны круглосуточные рабочие циклы.

#### Sirius
Гибридный ракетный двигатель для первой и второй ступени ракеты-носителя. При создании двигателя широко используются аддитивные технологии, в том числе и 3-D печать твёрдого топлива. В качестве окислителя используется перекись водорода. Испытания двигателя проводились в 2022 году.
Во время первых испытаний, проведённых в январе 2022 года, была достигнута реактивная тяга 110 кН, которая поддерживалась в течение 75 секунд. Январские испытания пришлось прервать раньше запланированного срока так как один из датчиков показывал значительный перегрев двигателя. Расследование, проведённое после окончания испытания, показало, что датчик был закреплён с нарушением технологии и его показания не соответствовали реальной температуре.
По результатам испытаний была достигнута реактивная тяга 115 кН. В конце испытаний двигатель выводился на критические режимы, которые не планируются в эксплуатации.

#### Phoenix
Жидкостный ракетный двигатель третей ступени ракеты-носителя Eris. В двигателе используется пара керосин — жидкий кислород. Сам двигатель создан с широким применением аддитивных технологий. В двигателе используется регенеративная система охлаждения. Весь процесс от начала проектирования до первого испытания занял 1 год.
17 мая 2022 года прошли успешные испытания «Феникса»: двигатель проработал 190 с.

### G-Sat
G-Sat — модульная спутниковая платформа для отдельных полезных нагрузок, выводимых ракетами-носителями Eris и Eris II. Первый спутник на платформе G-Sat был разработан для компании LatConnect 60: 100 килограммовый спутник HyperSight 60 для дистанционного зондирования Земли.
G-Sat — это модульная спутниковая платформа, массой 100 кг. Платформа позволяет выводить на орбиту полезную нагрузку объёмом до 125U. Полезная нагрузка может функционировать единым блоком или формироваться несколькими независимыми блоками. Платформа разрабатывается совместно с Университет Гриффита.

## Оценки деятельности
Заместитель главы Австралийского космического агентства Энтони Мерфетт:
Gilmour Space подняла престиж космической отрасли Австралии во всем мире и вдохновила наших детей на участие в космической деятельности.
Министр промышленности, науки и технологий Австралии Карен Эндрюс:
Такие динамичные компании, как эта, также вдохновят наше следующее поколение космических предпринимателей, отстаивая роль космоса здесь, на наших берегах.